# 陳廷煥
陳廷煥（?—?），福建省侯官縣人，清朝政治人物。同進士出身。
陳廷煥為嘉慶十年（1805年）乙丑科三甲進士。道光八年三月（1828年4月）由福建漳州府儒學教授調任臺灣府儒學教授。道光十二年（1832年）調任興化府儒學教授。